# Neohoratia minuta
Neohoratia minuta é uma espécie de gastrópode  da família Hydrobiidae.
É endémica de Suíça.